# Südamerikanische Riesenheuschrecke
Tropidacris collaris, bei der Haltung im Terrarium oft Südamerikanische Riesenheuschrecke genannt, ist eine Art der Kurzfühlerschrecken aus Südamerika. Sie gehört zusammen mit der zur selben Gattung gehörenden (und manchmal mit demselben Trivialnamen bezeichneten) Tropidacris cristata zu den weltweit größten lebenden Kurzfühlerschrecken. In ihrer südamerikanischen Heimat werden insbesondere die Nymphen der polyphag pflanzenfressenden Art an einer Vielzahl von Kulturpflanzen gelegentlich schädlich.

## Merkmale

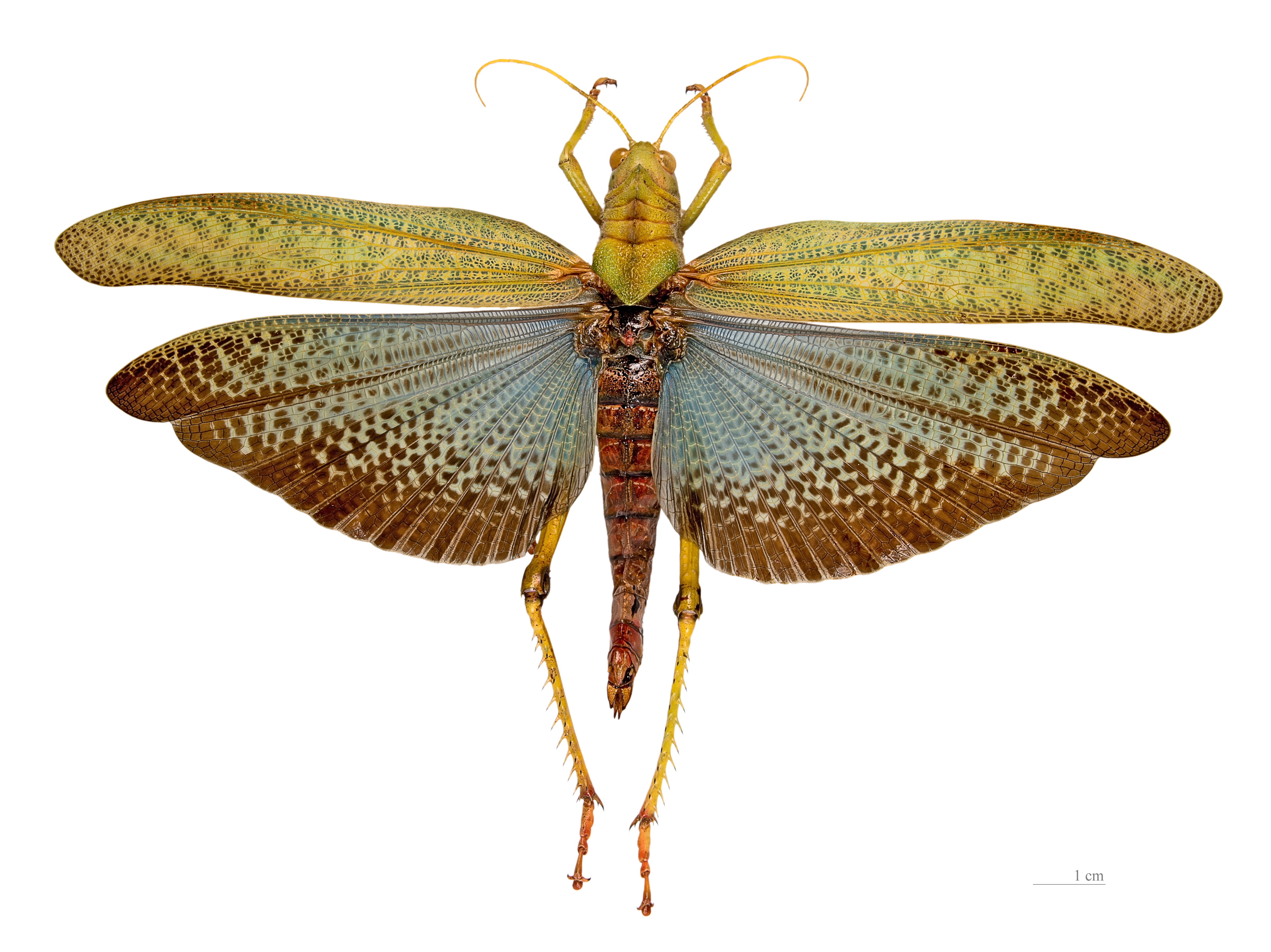
Südamerikanische Riesenheuschrecke, genadeltes Exemplar in einer Insektensammlung mit so sichtbarer Zeichnung der Hinterflügel

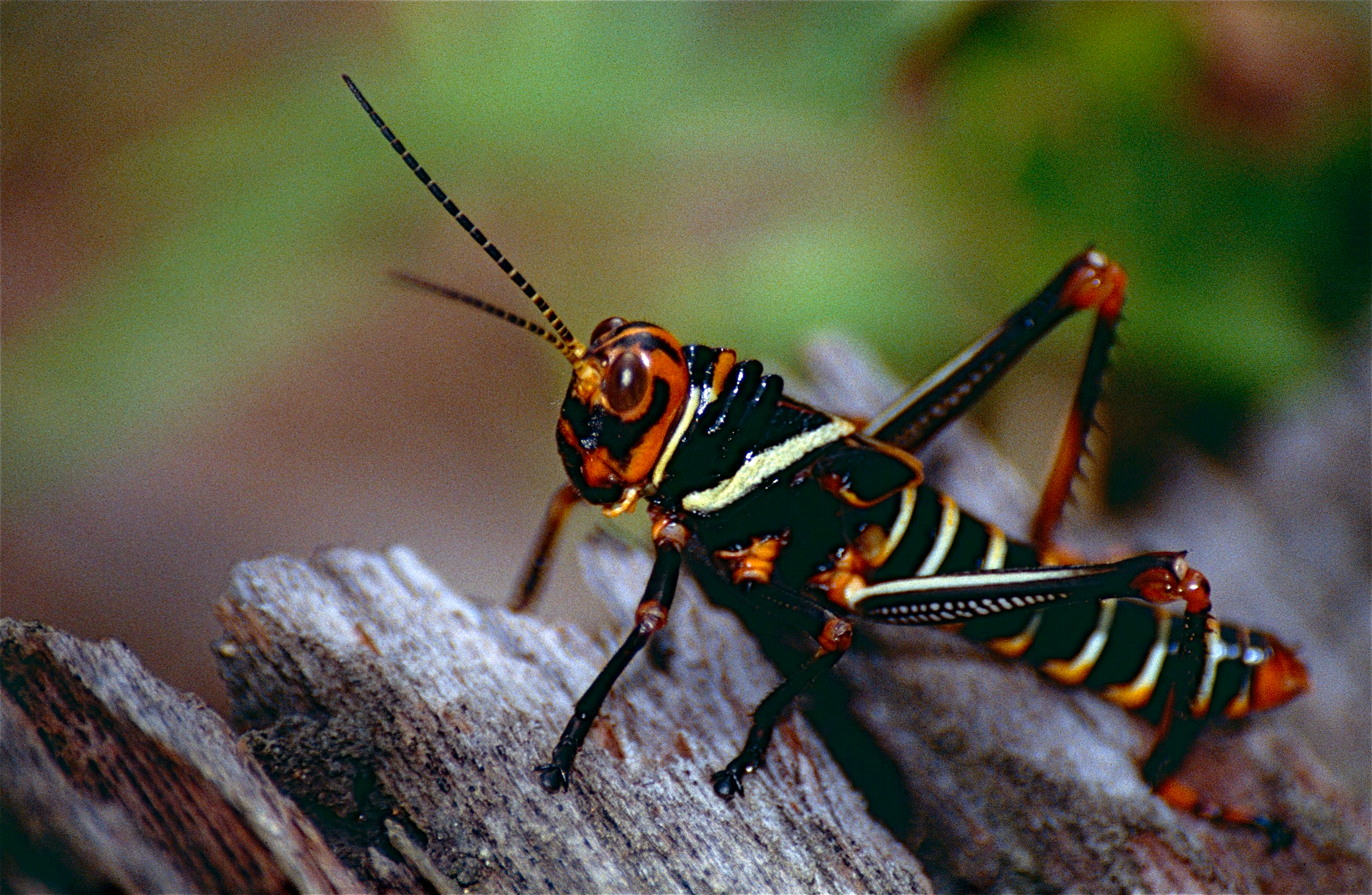
Nymphe der Art mit Warnfärbung

Weibchen von Tropidacris collaris erreichen eine Körperlänge von 9,2 bis 12,6 Zentimeter, die etwas kleineren Männchen werden 7,3 bis 10,1 Zentimeter lang. Die Art ist in der Färbung extrem variabel, wobei Individuen in einer einzelnen Region oft untereinander ähnlich, aber verschieden von anderen, teilweise auch nahe benachbarten Regionen sind. Die Tiere sind, etwa in großen Teilen Brasiliens, fast einheitlich grün oder grün mit braunen Tegmina (den robusteren Vorderflügeln) oder einheitlich braun gefärbt. Andernorts sind die Tegmina grün mit teilweise braunen oder blauen Flecken oder ganz blau, in der Regel ist das hintere (distale) Ende der Vorderflügel bandförmig dichter und dunkler gefleckt (Gattungsmerkmal). Bei Tieren aus den nördlichen Teilen des Verbreitungsgebiets, in Kolumbien und Venezuela kommen rote Farbtöne hinzu, sie können einen rot oder rotbraun gefärbten Kopf und Vorderabschnitt des Pronotum oder rote Beine haben, andere haben gelbgrüne oder olivgrüne Zeichnungselemente. Einheitlich und charakteristisch ist die bläuliche bis blaugrüne Färbung der Hinterflügel, mit einer dunklen Würfelzeichnung und breit dunkel gerandet, und die gelbe Färbung der Antennen. Die Färbung der Nymphen ist davon stark abweichend. Die Tiere sind, wie viele Romaleinae, giftig mit einer Warnfärbung. Meist sind sie überwiegend schwarz mit einer abstechenden gelben oder orangen Zeichnung.
Die Art hat sehr lange Flügel, diese sind zweimal bis zweieinhalb mal so lang wie die Hinterschenkel und überragen immer deutlich das Hinterleibsende; die Tiere sind gut flugfähig. Auf den Tegmina befindet sich eine besondere Struktur zur Lauterzeugung durch Stridulation. Auffallend und wichtig für die Bestimmung der Art ist die Form des Pronotums. Dieses besitzt einen markanten Mittelkiel (danach ist die Gattung benannt, nach griechisch τρόπις tropis, deutsch ‚Kiel‘), der im Prozona genannten Vorderabschnitt durch Sulci genannte Wülste quer lappenartig gegliedert ist. Bei der Art sind vier solcher Sulci in der Prozona vorhanden, wobei die ersten beiden manchmal zu einem gemeinsamen, breiteren verschmelzen können. Bei der Art ist der Kiel, undeutlich, auch im Hinterabschnitt (Metazona) des Pronotum erkennbar, daran ist sie am besten von den sehr ähnlichen anderen Arten der Gattung unterscheidbar.

## Verbreitung
Die Art ist im tropischen Südamerika östlich der Anden weit verbreitet. Sie kommt von Kolumbien und Venezuela im Norden bis Argentinien, südlich bis in die Provinz Mendoza und Provinz San Luis vor. Im größten Teil des Verbreitungsgebiets lebt sie gemeinsam (sympatrisch) mit Tropidacris cristata. Sie wurde von früheren Autoren oft mit Tropidacris cristata verwechselt oder konfudiert.

## Biologie und Lebensweise
Die Südamerikanische Riesenheuschrecke ist ein polyphager Pflanzenfresser. Imagines bevorzugen Holzgewächse mit hartem, steifem Laub, bekannt etwa an Schinopsis (wie Schinopsis lorentzii), Aspidosperma (wie Aspidosperma quebracho-blanco), Prosopis und Ziziphus. Die Nymphen (im englischen Sprachraum „hopper“ genannt) leben bodennah eher auf krautiger Vegetation, oft gregär in größeren, individuenreichen Herden, während die Imagines einzeln leben. Die Nymphen lassen sich bei Störung zu Boden fallen. Die Art kommt in einer Vielzahl unterschiedlicher Lebensräume vor, vom tropischen Tieflandsregenwald über die Cerrado genannten offenen Feuchtsavannen bis hin zur Caatinga genannten, semiariden Dornstrauchsavanne.
Weibchen legen die Eier in von einem Sekret umhüllten Ootheken in 5 bis 6 Zentimeter Tiefe in den Boden ab. Die Embryonalentwicklung dauert etwa 50 Tage. Die Jugendentwicklung erfolgt über fünf Nymphenstadien, deren Dauer von Umwelteinflüssen abhängt, innerhalb der Regensaison. Die Art hat im größten Teil ihres Verbreitungsgebiets offenbar nur eine Generation pro Jahr (univoltin), möglicherweise gibt es nahe dem Äquator mehrere, überlappende Generationen.

## Beziehung zum Menschen
Die Art wird an einer Vielzahl von Kulturpflanzen bei Massenvermehrung schädlich. Dazu gehören Baum- und Strauchkulturen wie Olivenbaum, Jojoba, Kokospalme, Mango, Papaya, Gras- und Getreidearten wie Mais, Sorghumhirse, Zuckerrohr und krautige Nutzpflanzen wie Maniok.
Wegen der eindrucksvollen Größe und der aufgrund der Polyphagie relativ einfachen Haltung wird die Art oft in Terrarien (Insektarien) gehalten, sowohl von privaten Haltern wie auch oft in Zoos. Unter vielen anderen gibt es sie etwa im Zoopark Erfurt und im Tiergarten Schönbrunn.

## Taxonomie und Systematik
Die Art wurde, als Gryllus (Locusta) collaris, von dem in Deutschland geborenen, in den Niederlanden arbeitenden Entomologen Caspar Stoll in seinem Werk Natuurlijke en naar het leven nauwkeurige gekleurde afbeeldingen en beschrijvingen der spoken, wandelende bladen, zabelspringhanen, krekels, trekspringhanen en kakkerlakken: in alle vier deelen der wereld, Europa, Asia, Afrika, en Amerika, huishoudende, bij een verzameld en beschreven (Amsterdam, 1813) erstbeschrieben.
Die Gattung Tropidacris umfasst heute noch drei Arten. Neben Tropidacris collaris und Tropidacris cristata (mit drei Unterarten) gehört dazu die erst 1986 neubeschriebene seltene und wenig bekannte Tropidacris descampsi.